# Działyń (Grande-Pologne)
Pour les articles homonymes, voir Działyń.
Działyń (prononciation : [ˈd͡ʑawɨɲ]) est un village polonais de la gmina de Kłecko dans le powiat de Gniezno de la voïvodie de Grande-Pologne dans le centre-ouest de la Pologne.
Il se situe à environ 6 kilomètres au sud-est de Kłecko (siège de la gmina), à 8 kilomètres au nord-ouest de Gniezno (siège du powiat) et à 43 kilomètres au nord-est de Poznań (capitale régionale).
Le village possède une population de 840 habitants.

## Histoire
De 1975 à 1998, le village faisait partie du territoire de la voïvodie de Poznań.

Depuis 1999, Działyń est situé dans la voïvodie de Grande-Pologne.